# Jan Rybář (inženýr)
Jan Rybář (12. prosince 1833 Praha – 28. března 1913 Praha-Nové Město) byl český inženýr a železniční stavební odborník dlouhodobě působící v Kraňsku (pozdější Slovinsko).

## Životopis

### Mládí a pobyt ve Slovinsku
Narodil se v Praze do rodiny Jana a Barbory Rybářových. V letech 1848–1851 studoval na německé polytechnice v Praze a po ukončení studia nastoupil k železniční společnosti Rakouská jižní dráha, realizující výstavbu železnice z Vídně na jih rakouské monarchie, do oblasti tzv. Slavonie.  
Nejprve sloužil při budování trati v rakouském Grazu, poté ve slavonském Celje (1852–1853). Poté začal pracovat v Lublani na stavbě továrny na úpravu rašeliny na palivo pro parní lokomotivy a na rekonstrukci Borovničského viaduktu. V roce 1859 se stal inženýrem pro údržbu železniční trati ve stanici Gornje Ležeče, v letech 1860 až 1863 ve stanici Postojna, v letech 1863 až 1864 ve stanici Divača, v letech 1864 až 1869 pak znovu v Postojně. Naposledy pracoval jako traťový dozorce na trati Rakek-Divača. Roku 1864 se zde oženil. Během své služby v Krasu se setkal s problémy nestabilního vápencového krasového terénu. K jeho pracím zajištění odtoku vody a zabezpečením trati proti závějím a sesuvům se později vrátil ve Vídni, přednášel a psal o nich. 

### Ve Vídni a Praze
V roce 1869 byl přeložen na ředitelství Rakouské jižní drahy ve Vídni, kde se stal vedoucím oddělení údržby a signalizace. V roce 1871 pak přešel na ředitelství stále budované Rakouské severozápadní dráhy, kde byl nejprve přednostou traťové údržby, poté vrchním inspektorem a nakonec pomocníkem stavebního ředitele. V roce 1891 jej císař František Josef I. jmenoval císařsko-královským stavitelem. 
V roce 1896 odešel do penze a vrátil se do Prahy. Roku 1908 byl jmenován čestným doktorem Vysokého učení technického v Praze. Za celoživotní dílo mu byl udělen Zlatý záslužný kříž s korunou. V Praze se stal členem Spolku inženýrů a architektů.
Se slovinským územím zůstal spojen i po odchodu do vlasti, nejen proto, že jeho žena byla Slovinka, ale stále sledoval dění v Primorsku. V jeho profilovém spisu v Dopravním archivu ve Vídni se uvádí, že ovládal slovinštinu, češtinu a němčinu. 

### Úmrtí
Zemřel 28. března 1913 v Praze. Nekrolog listu Edinost upozorňuje, že Rybář byl až do své smrti předplatitelem listu a že do něj psal i v oboru své profese. 

### Rodina
17. října 1864 se oženil s osmnáctiletou Emilií Mahorčič (sestra sežanského starosty Rajmunda Mahorčiče). Měli syna Otokara a dcery Emilii a Olgu. Z jeho dětí se dvě dcery provdaly za Čechy a přestěhovali se do Čech, syn Otokar Rybář se usadil v Primorsku, oženil se se Slovinkou a byl aktivní ve slovinském politickém životě.